# New Line Cinema
New Line Cinema je američka kompanija za proizvodnju i distribucija filmova osnovana 1967. godine u New York Cityju.
Godine 2006. kompanija postaje podružnica Time Warnera, a 2008. združena je sa sestrinskom filmskom komapnijom Warner Bros.

## Povijest
Studio je 1967. godine osnovao Bob Shaye, a sjedište kompanije smjestio je u svom stanu na križanju 14th Street i Second Avenue u New Yorku. U prvim godinama djelovanja kompanija je redistribuirala starije filmove i promovirala nezavisne filmove. Godine 1982. studio se seli u veći ured na križanju 38th Street i Eight Avenue.
Godine 1984. New Line Cinema producirala je prvi veći komercijalni kino hit, horor Strava u Ulici brijestova. Film je imao budžet od svega 1.8 milijuna USD, a zaradio je na kino blagajnama 25.5 milijuna USD. Komercijalni uspjeh imao je za posljedicu snimanje nastavka Strava u ulici brijestova 2 (1985.) koji je ostvario zaradu od 30 milijuna USD.
Nastojeći ostvariti veći udio na tržištu, kompanija je utemeljila vlastiti sustav distribucije filmova kako bi lakše plasirala svoje filmove do velikih kino lanaca.
Godine 1986. studio je preseljen u Los Angeles, a poslovni uspjeh se nastavlja trećim filmom iz serijala o Freddyju Krugeru 1987. godine. Početkom 1990-ih studio osniva ogranak za distribuciju kućnog videa.
Veliki uspjeh ostvaren je filmom Teenage Mutant Ninja Turtles koji je uprihodio preko 200 milijuna USD, nakon čega su uslijedila dva nastavka.
Godine 1993. kompanija Turner Broadcasting System u vlasništvu Teda Turnera kupila je New Line Cinema. Tijekom 1994. i 1995. godine kompanija je producirala tri filma koja su ostvarila preko 100 milijuna USD (Glup i gluplji, Maska i Sedam).
Godine 1996. Turner Broadcasting System je akvizicijom Warner Brosa osnovala medijsku korporaciju Time Warner u čijem se sastavu našla i New Line Cinema. Dvije godine kasnije premijerno je prikazani su veliki akcijski kino hitovi Gas do daske s Jackiem Chanom i Chrisom Tuckerom i Blade s Wesleyjem Snipesom.
Godine 1999. započelo je snimanje trilogije Gospodar prstenova na Novom Zelandu pod redateljskom palicom Petera Jacksona i s budžetom od tada enormnih 270 milijuna USD. Sva tri filma ostvarila su ogromnu zaradu.
Korporacija Time Warner i AOL sjedinili su se 2001. godine u AOL Time Warner kompaniju. Godine 2008. New Line Cinema prestaje djelovati kao poseban filmski studio i sjedinjuje se sa sestrinskom tvrtkom Warner Bros. te postaje njen dio.

## Važniji filmovi
- Zla smrt, (1981.)
- Strava u Ulici brijestova, (1984.)
- Strava u Ulici brijestova 2, (1985.)
- Strava u Ulici brijestova 3, (1987.)
- Strava u Ulici brijestova 4, (1988.)
- Strava u Ulici brijestova 5, (1989.)
- Teksaški masakr motornom pilom 3, (1990.)
- Nindža kornjače, (1990.)
- Nindža kornjače 2, (1991.)
- Freddyjeva smrt: Završna mora, (1991.)
- Otrovna Ivy, (1992.)
- Nindža kornjače 3, (1993.)
- Jason ide u pakao, (1993.)
- Maska, (1994.)
- Glup i gluplji, (1994.)
- Smrtonosna borba, (1995.)
- Sedam, (1995.)
- Blade, (1998.) u koprodukciji s Marvel Entertaimentom
- Gas do daske, (1998.)
- Magnolija, (1999.)
- Gas do daske 2, (2001.)
- Gospodar prstenova: Prstenova družina, (2001.)
- Blade II, (2002.)
- Jason X, (2002.)
- S1m0ne, (2002.)
- Gospodar prstenova: Dvije kule, (2002.)
- Freddy protiv Jasona, (2003.)
- Teksaški masakr motornom pilom, (2003.)
- Gospodar prstenova: Povratak kralja, (2003.)
- Blade: Trojstvo, (2004.)
- Zmije u avionu, (2006.)
- Teksaški masakr motornom pilom: Početak, (2006.)
- Gas do daske 3, (2007.)
- Samo pucaj!, (2007.)
- Ljubav u doba kolere, (2007.)
- Zlatni kompas, (2007.)
- Petak 13., (2009.)
- Ponovno 17, (2009.)
- Put bez povratka 4, (2009.)
- Strava u Ulici brijestova, (2010.)
- Put bez povratka 5, (2011.)
- Hobit: Neočekivano putovanje, (2012.)
- Prizivanje, (2013.)
- Hobit: Smaugova pustoš, (2013.)
- Preglup i pregluplji, (2014.)
- Hobit: Bitka pet armija, (2014.)